# Asthena albidaria
Asthena albidaria là một loài bướm đêm trong họ Geometridae.